# André Aubréville
André Marie Alphonse Aubréville (* 30. November 1897 in Pont-Saint-Vincent, Département Meurthe-et-Moselle; † 11. August 1982 in Paris) war ein französischer Botaniker. Sein offizielles botanisches Autorenkürzel lautet „Aubrév.“    

## Leben und Wirken
Er war der Autor zahlreicher Werke über Flora und Vegetation Westafrikas. Von 1951 bis 1952 war er Präsident der Société botanique de France.
1968 wurde er Mitglied der Académie des sciences.

## Ehrungen
Nach ihm benannt sind die Pflanzengattungen Aubrevillea Pellegr. 1933 aus der Familie der Hülsenfrüchtler (Fabaceae) und Aubregrinia Heine 1960 aus der Familie der Sapotengewächse (Sapotaceae).

## Werke
- A. Aubréville: La Flore forestière de la Côte d'Ivoire. Larose, Paris 1936. Band I 337 S., Band II 296 S., Band III 285 S.
- A. Aubréville: Flore forestière soudano-guinéenne. Société d'éditions Géographiques, Maritimes et Coloniales. 1950. 524 S.